# Komé (Tchad)
Pour les articles homonymes, voir Komé.
Komé est une localité du Tchad. Elle est le chef-lieu d'une des cinq sous-préfectures du département de la Nya.
Depuis 2003, c'est sur son territoire qu'est exploité par un consortium américano-malaisien le principal gisement de pétrole tchadien. À partir de Komé, l'exportation du brut produit est assurée par l'oléoduc Tchad-Cameroun jusqu'au port de Kribi.